# Погвіздув-Старий
Поґвіздув-Старий (пол. Pogwizdów Stary) — село в Польщі, у гміні Глогув-Малопольський Ряшівського повіту Підкарпатського воєводства. Населення — 461 особа (2011).
У 1975-1998 роках село належало до Ряшівського воєводства.

## Демографія
Демографічна структура станом на 31 березня 2011 року:
|          | Загалом | Допрацездатний вік | Працездатний вік | Постпрацездатний вік |
| -------- | ------- | ------------------ | ---------------- | -------------------- |
| Чоловіки | 232     | 59                 | 152              | 21                   |
| Жінки    | 229     | 36                 | 139              | 54                   |
| Разом    | 461     | 95                 | 291              | 75                   |